# Lliga dels Pirineus d'handbol femenina 2008
Edició de la IX Lliga dels Pirineus d'handbol femenina de l'any 2008.
La competició es disputarà al Pavelló Municipal del Vendrell del Vendrell els dies 6 i 7 de setembre del 2007, organitzat pel CE Vendrell.
Per primer cop en la competició hi prendrà part la selecció catalana absoluta femenina. Fins aquesta edició només hi havien pres part clubs. Juntament amb la selecció catalana hi participen el Fermafix Lleida, el Cercle Nîmes i el Sun AL Bouillargues.
A més de la lliga, en aquesta edició es disputarà la Copa dels Pirineus que enfrontarà els clubs CH Amposta i el Jacou Handball.

## Resultats
|  | IX Lliga dels Pirineus femenina • El Vendrell - 2008 |

|  | Semifinals            | Semifinals            |    |                   | Final           | Final |
|  |                       |                       |    |                   |                 |       |
|  |                       |                       |    |                   |                 |       |
|  | Bouillargues          | 21                    |    |                   |                 |       |
|  | HB Cercle Nîmes       | 9                     |    |                   |                 |       |
|  |                       |                       |    |                   |                 |       |
|  |                       |                       |    |                   |                 |       |
|  |                       |                       |    |                   | Bouillargues    | 26    |
|  |                       | Associació Lleidatana | 19 |                   |                 |       |
|  |                       |                       |    |                   |                 |       |
|  |                       |                       |    |                   |                 |       |
|  |                       |                       |    |                   | Tercer lloc     |       |
|  |                       |                       |    |                   |                 |       |
|  | Associació Lleidatana | 27                    |    | Selecció Catalana | 35              |       |
|  | Selecció Catalana     | 20                    |    |                   | HB Cercle Nîmes | 26    |

## Classificació final
| Classificació final | Classificació final |
| ------------------- | ------------------- |
| 1r                  | Sun AL Bouillargues |
| 2n                  | Fermafix Lleida     |
| 3r                  | Selecció Catalana   |
| 4t                  | HB Cercle Nîmes     |

## Copa dels Pirineus 2008
|  | I Copa dels Pirineus femenina • El Vendrell - 2008 |

| 6 de setembre del 2008 | CH Amposta | 35 - 21 | Jacou | El Vendrell, {{{ciutat}}} |
| 6 de setembre del 2008 |            |         |       | El Vendrell, {{{ciutat}}} |
| 6 de setembre del 2008 |            |         |       | El Vendrell, {{{ciutat}}} |